# Гоуп (Нью-Йорк)
Гоуп (англ. Hope) — місто (англ. town) в США, в окрузі Гамільтон штату Нью-Йорк. Населення — 413 особи (2020).

## Демографія
Згідно з переписом 2010 року, у місті мешкали 403 особи в 170 домогосподарствах у складі 124 родин. Було 341 помешкання
Расовий склад населення:
| - 98,3 % — білих - 0,2 % — корінних американців - 0,2 % — чорних або афроамериканців |

До двох чи більше рас належало 1,2 %. Частка іспаномовних становила 1,0 % від усіх жителів.
За віковим діапазоном населення розподілялося таким чином: 21,8 % — особи молодші 18 років, 62,1 % — особи у віці 18—64 років, 16,1 % — особи у віці 65 років та старші. Медіана віку мешканця становила 46,8 року. На 100 осіб жіночої статі у місті припадало 98,5 чоловіків;  на 100 жінок у віці від 18 років та старших — 93,3 чоловіків також старших 18 років.
Середній дохід на одне домашнє господарство  становив 64 270 доларів США (медіана — 42 917), а середній дохід на одну сім'ю — 72 808 доларів (медіана — 57 500). Медіана доходів становила 42 159 доларів для чоловіків та 51 097 доларів для жінок. За межею бідності перебувало 8,2 % осіб, у тому числі 7,1 % дітей у віці до 18 років та 7,1 % осіб у віці 65 років та старших.
Цивільне працевлаштоване населення становило 280 осіб. Основні галузі зайнятості: будівництво — 27,5 %, транспорт — 20,7 %, освіта, охорона здоров'я та соціальна допомога — 19,3 %.